# Abderrahmane Anou
Abderrahmane Anou (ur. 29 stycznia 1991) – algierski lekkoatleta specjalizujący się w biegach średnich.
W 2010 uczestniczył w mistrzostwach świata w biegach na przełaj oraz został wicemistrzem świata juniorów w biegu na 1500 metrów. Złoty medalista mistrzostw panarabskich z 2011. Stawał na podium mistrzostw Algierii. 
Rekord życiowy w biegu na 1500 metrów: 3:35,2 (8 lipca 2011, Algier).  

## Osiągnięcia
| Rok  | Impreza                               | Miejsce   | Konkurencja           | Lokata      | Wynik   |
| ---- | ------------------------------------- | --------- | --------------------- | ----------- | ------- |
| 2010 | Mistrzostwa świata w biegu na przełaj | Bydgoszcz | bieg juniorów na 8 km | 43. miejsce | 24:14   |
| 2010 | Mistrzostwa świata juniorów           | Moncton   | bieg na 1500 m        | 2. miejsce  | 3:38,86 |
| 2011 | Mistrzostwa panarabskie               | Al-Ajn    | bieg na 1500 m        | 1. miejsce  | 3:58,78 |
| 2013 | Igrzyska śródziemnomorskie            | Mersin    | bieg na 1500 m        | 4. miejsce  | 3:36,93 |
| 2013 | Igrzyska solidarności islamskiej      | Palembang | bieg na 1500 m        | 4. miejsce  | 3:41,33 |